# Razzo multistadio

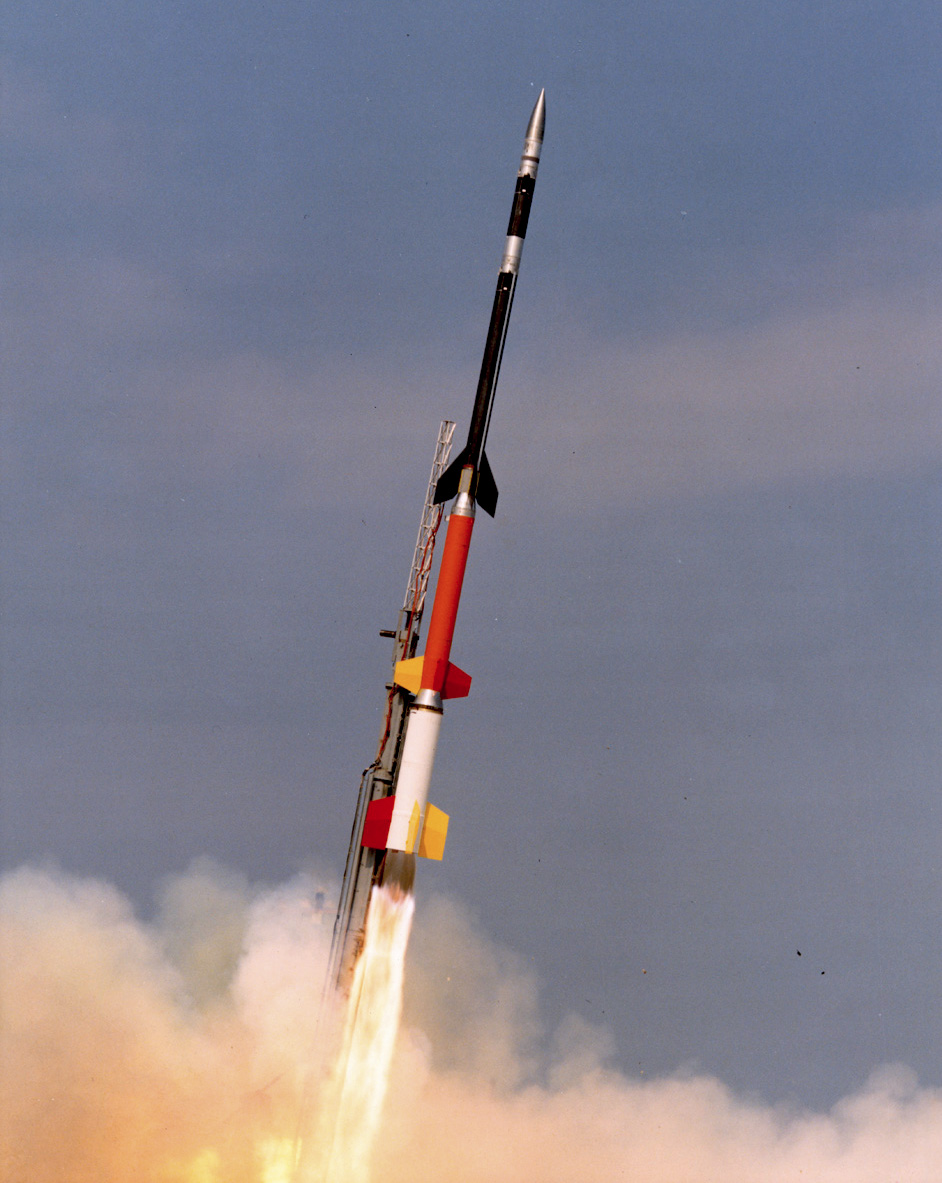
Lancio di un razzo-sonda multistadio Black Brant 12

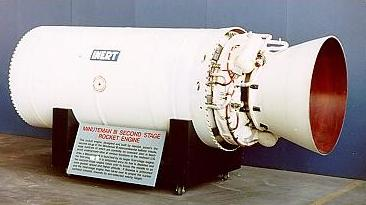
Il secondo stadio di un razzo Minuteman III

Un razzo multistadio è un lanciatore composto da più di un componente, detto stadio, ciascuno contenente il proprio motore e propellente. Gli stadi possono essere montati in serie, ovvero uno sopra l'altro, oppure in parallelo (uno a fianco all'altro). I razzi con due stadi sono abbastanza comuni, ma sono stati anche lanciati con successo razzi con cinque stadi separati.

## Descrizione
Sganciando gli stadi al consumo di propellente, la massa restante è più bassa. Ogni stadio successivo può essere ottimizzato per le sue condizioni operative specifiche, come la pressione atmosferica abbassata ad altitudine elevata. Questa "stadiazione" permette alla spinta degli stadi restanti di accelerare più facilmente il razzo alla sua velocità e altezza definitiva. 
Negli schemi di stadiazione seriale, il primo stadio è sul fondo e di solito è il più grande, il secondo stadio e i successivi stadi superiori sono sopra di esso, solitamente di dimensione via via minore. Negli schemi di stadiazione parallela vengono usati dei booster a propellente solido o liquido per assistere al lancio. Questi sono talvolta chiamati "stadio 0". Nel caso tipico, i motori del booster e del primo stadio si accendono per accelerare l'intero razzo verso l'alto. Quando i booster terminano il carburante, si distaccano dal resto del razzo (a volte con qualche tipo di piccolo esplosivo). In seguito il primo stadio brucia fino a consumare tutto il carburante e cade anch'esso. Questo lascia un razzo più piccolo, con il secondo stadio che a questo punto comincia a bruciare. Questo processo, noto come stadiazione (in inglese staging), è ripetuto fino a quando viene raggiunta la velocità finale desiderata. In alcuni casi con stadiazione seriale, lo stadio superiore si accende prima della separazione—l'anello di interstadio è progettato con questo scopo e la spinta è usata per agevolarne la separazione.
Un razzo multistadio è necessario per raggiungere la velocità orbitale. Sono stati proposti progetti monostadio (SSTO, single-stage-to-orbit) ma non sono ancora stati collaudati. Esistono però anche razzi multistadio riutilizzabili, come la Starship di SpaceX.

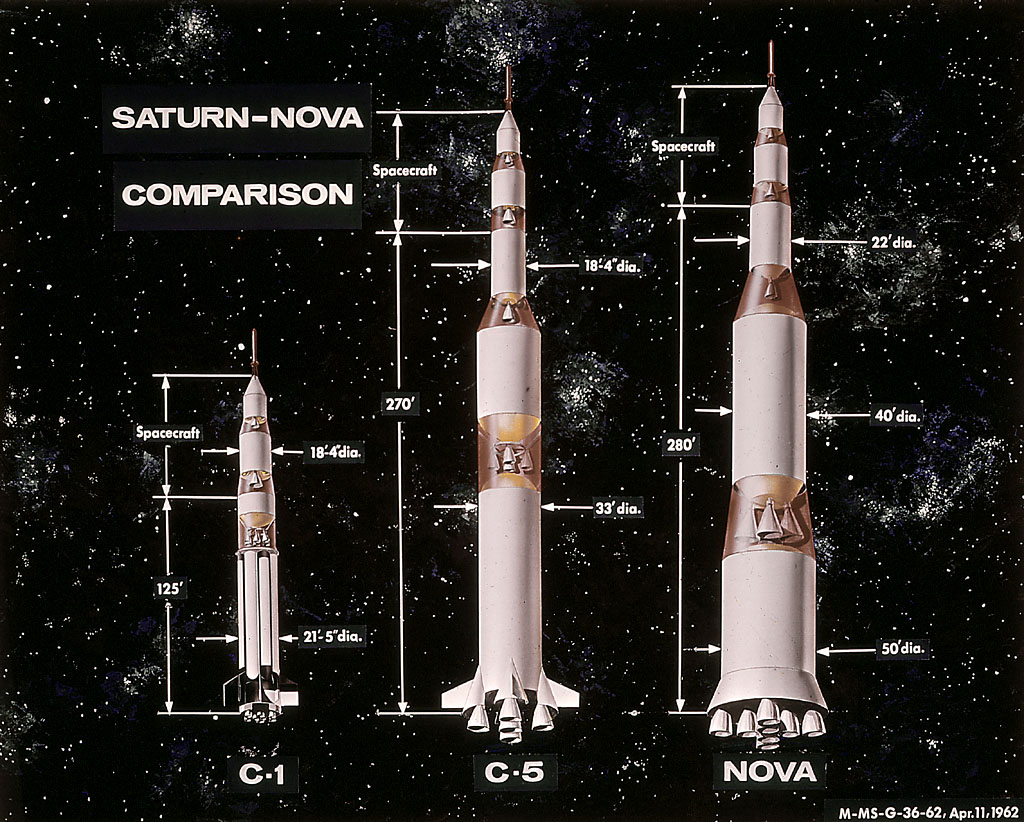
Disegni di tre razzi multistadio

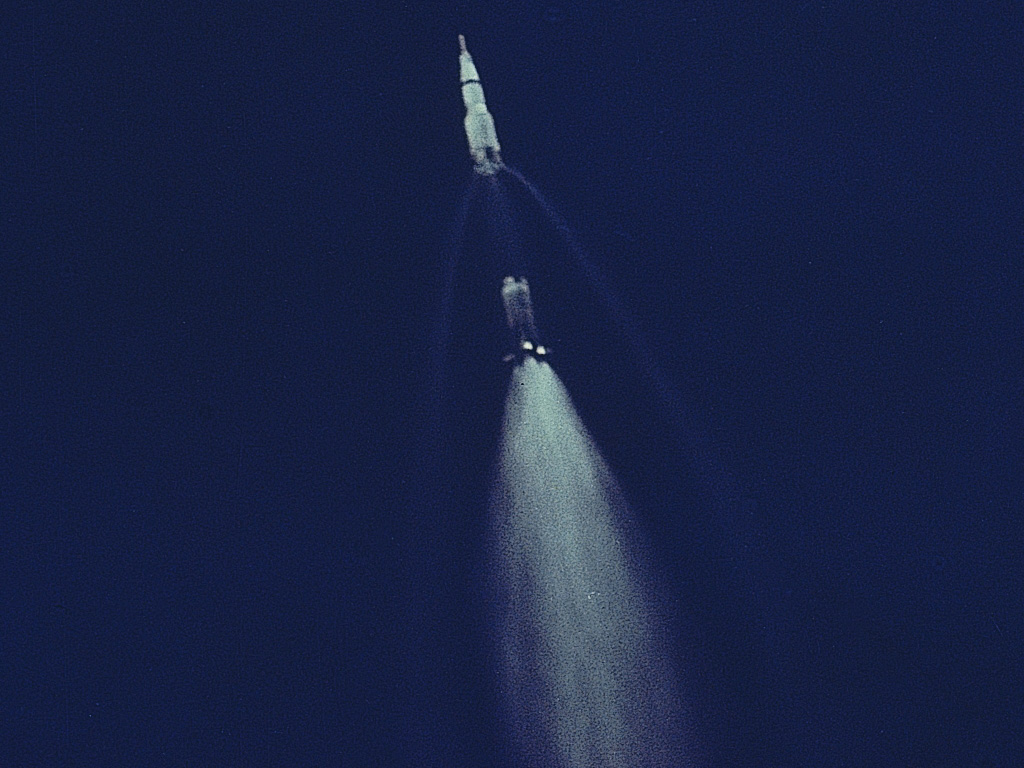
Separazione del primo stadio del Saturn V durante l'Apollo 11

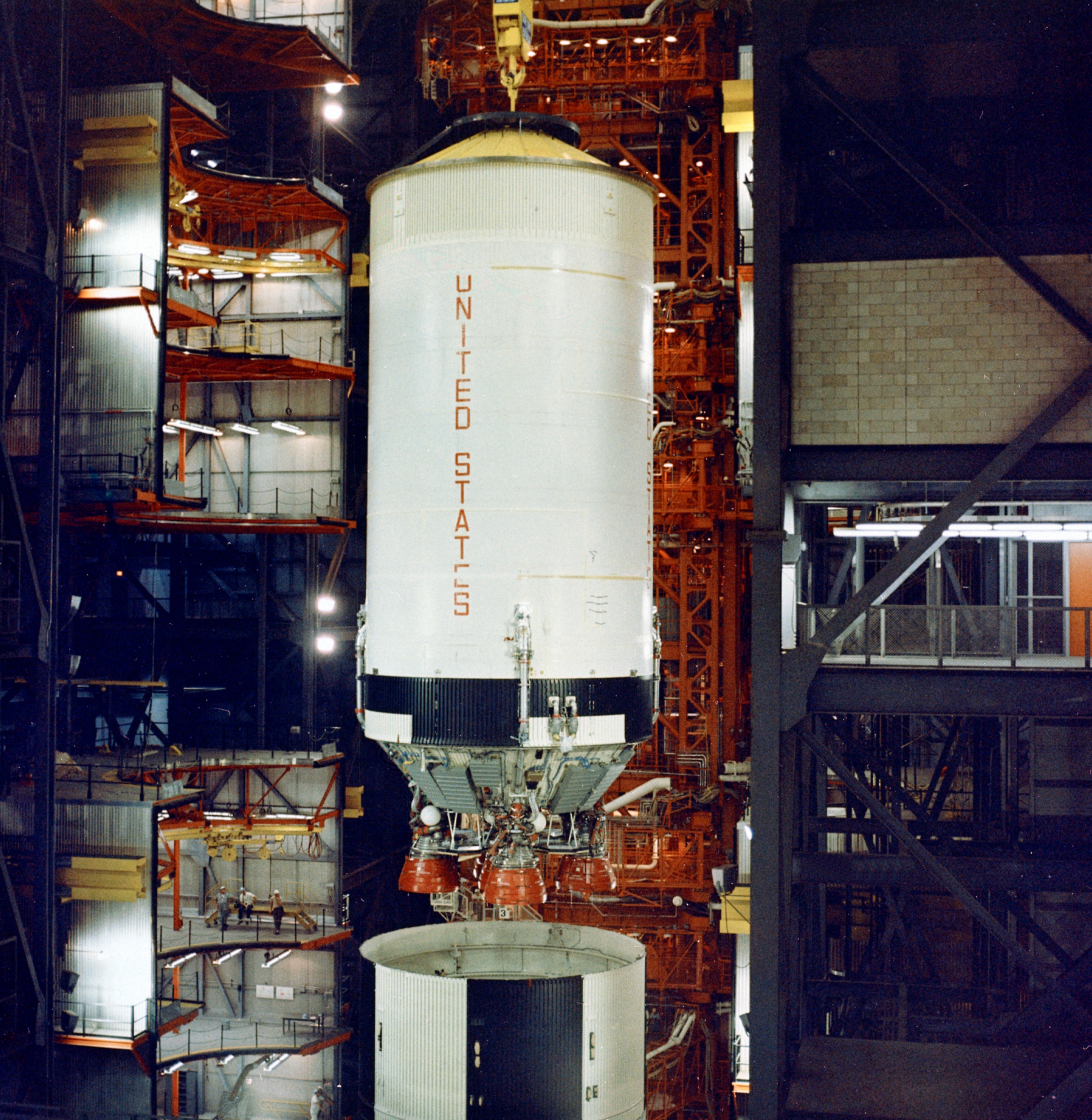
Il secondo stadio del Saturn V che viene abbassato sul primo stadio

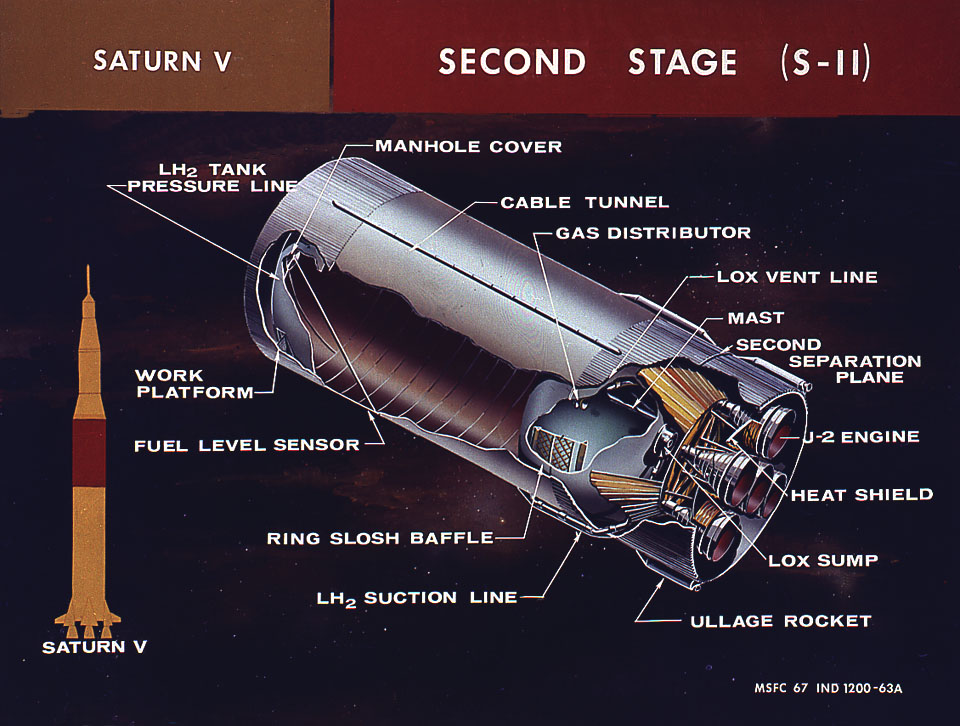
Diagramma del secondo stadio e come si adatta nel razzo completo